# Орто-Боз
Орто-Боз (до 2024 года — Говсувар) — село в Баткенском районе Баткенской области Кыргызстана. Входит в состав айылного аймака Ак-Татыр.

## География
Село расположено в центральной части области, к западу от реки Исфара, на расстоянии приблизительно 27 километров (по прямой) к юго-западу от города Баткена, административного центра области и района. Абсолютная высота — 1155 метров над уровнем моря.

## Население
Согласно оценочным данным Национального статистического комитета Кыргызской Республики, численность населения села на начало 2023 года составляла 1136 человек.
| год     | 2009 | 2014 | 2015 | 2020 | 2021 | 2023 |
| ------- | ---- | ---- | ---- | ---- | ---- | ---- |
| человек | 762  | 957  | 1010 | 1111 | 1122 | 1136 |